# Список пресмыкающихся Европы
Список пресмыкающихся Европы включает виды класса Пресмыкающихся, распространённые на территории Европы.

## ОтрядЧерепахи(Testudines)

#### СемействоКожистые черепахи(Dermochelyidae)
- Кожистая черепаха — Dermochelys coriacea

#### СемействоМорские черепахи(Cheloniidae)
- Логгерхед — Caretta caretta (Южная Европа)
- Зелёная черепаха — Chelonia mydas (Южная Европа)
- Бисса — Eretmochelys imbricata
- Атлантическая ридлея — Lepidochelys kempii

#### СемействоАмериканские пресноводные черепахи(Emydidae)
- Европейская болотная черепаха — Emys orbicularis
- Emys trinacris (Италия)
- Красноухая черепаха — Trachemys scripta (интродуцированный вид)

#### СемействоАзиатские пресноводные черепахи(Geoemydidae)
- Каспийская черепаха — Mauremys caspica (Южная Европа)
- Мавританская черепаха — Mauremys leprosa
- Mauremys rivulata

#### СемействоСухопутные черепахи(Testudinidae)
- Балканская черепаха — Testudo hermanni (Южная Европа)
- Средиземноморская черепаха — Testudo graeca (Южная Европа)
- Окаймлённая сухопутная черепаха — Testudo marginata (Южная Европа)

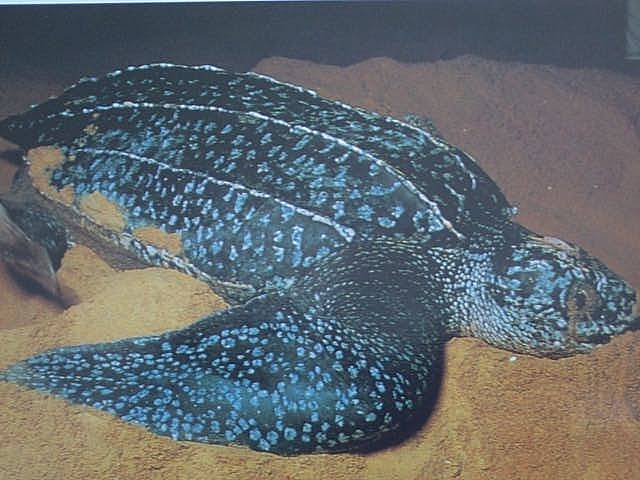
Кожистая черепаха (Dermochelys coriacea)
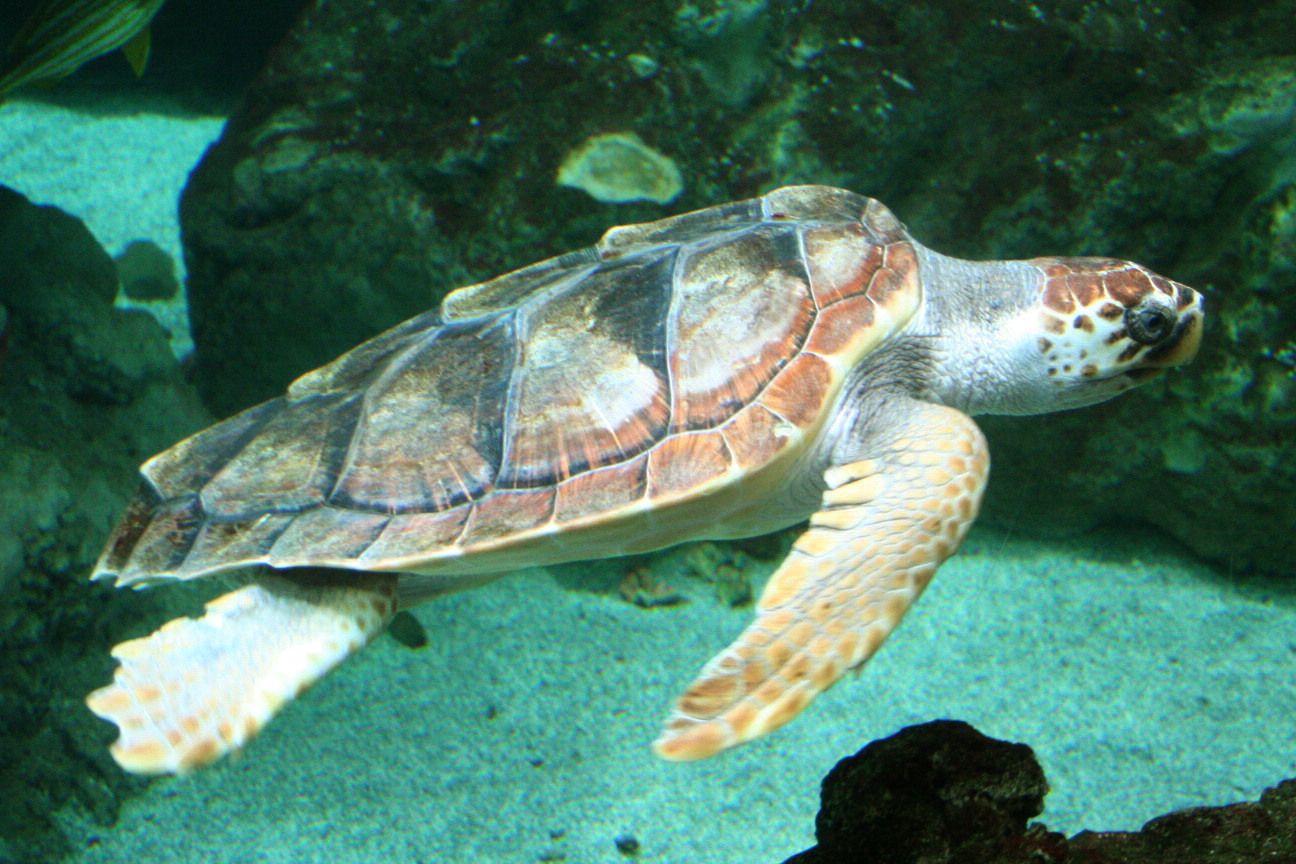
Логгерхед (Caretta caretta)
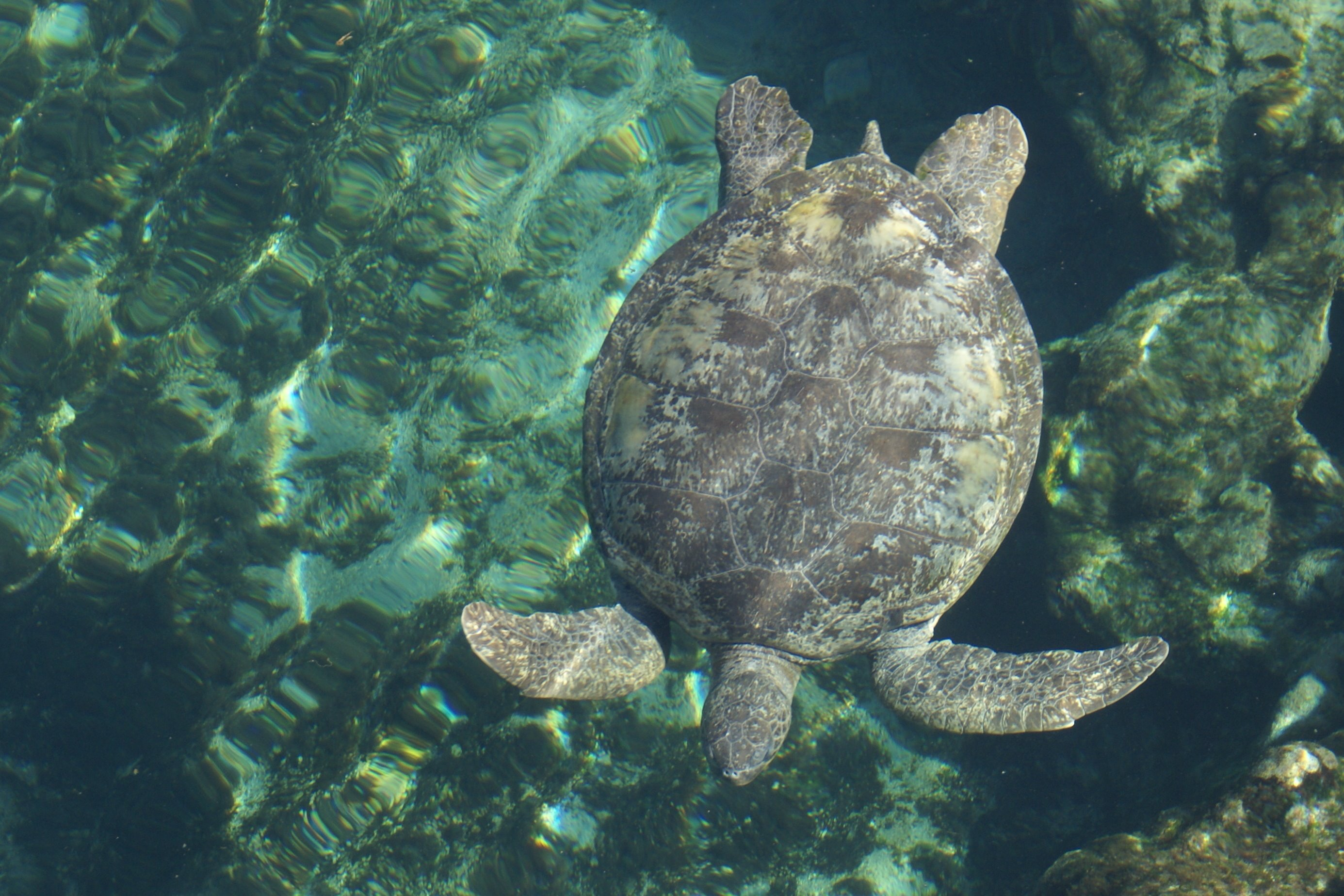
Зелёная черепаха (Chelonia mydas)
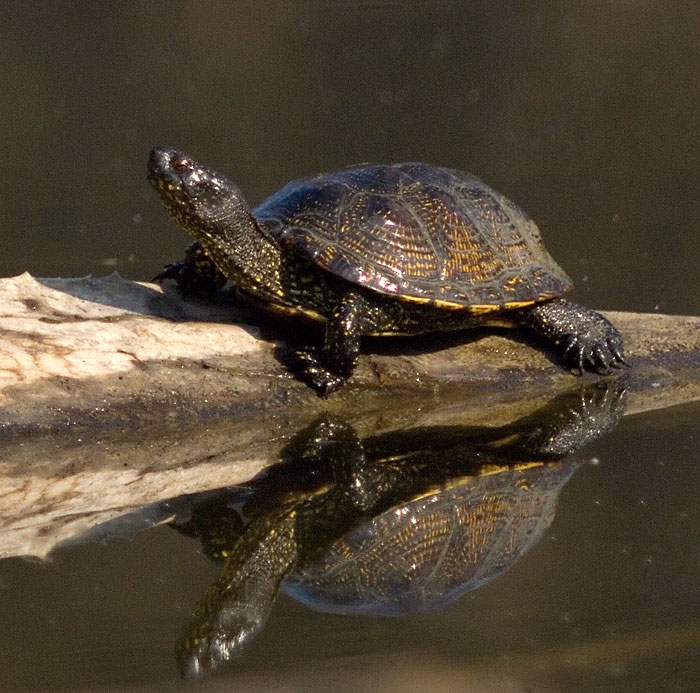
Европейская болотная черепаха (Emys orbicularis)
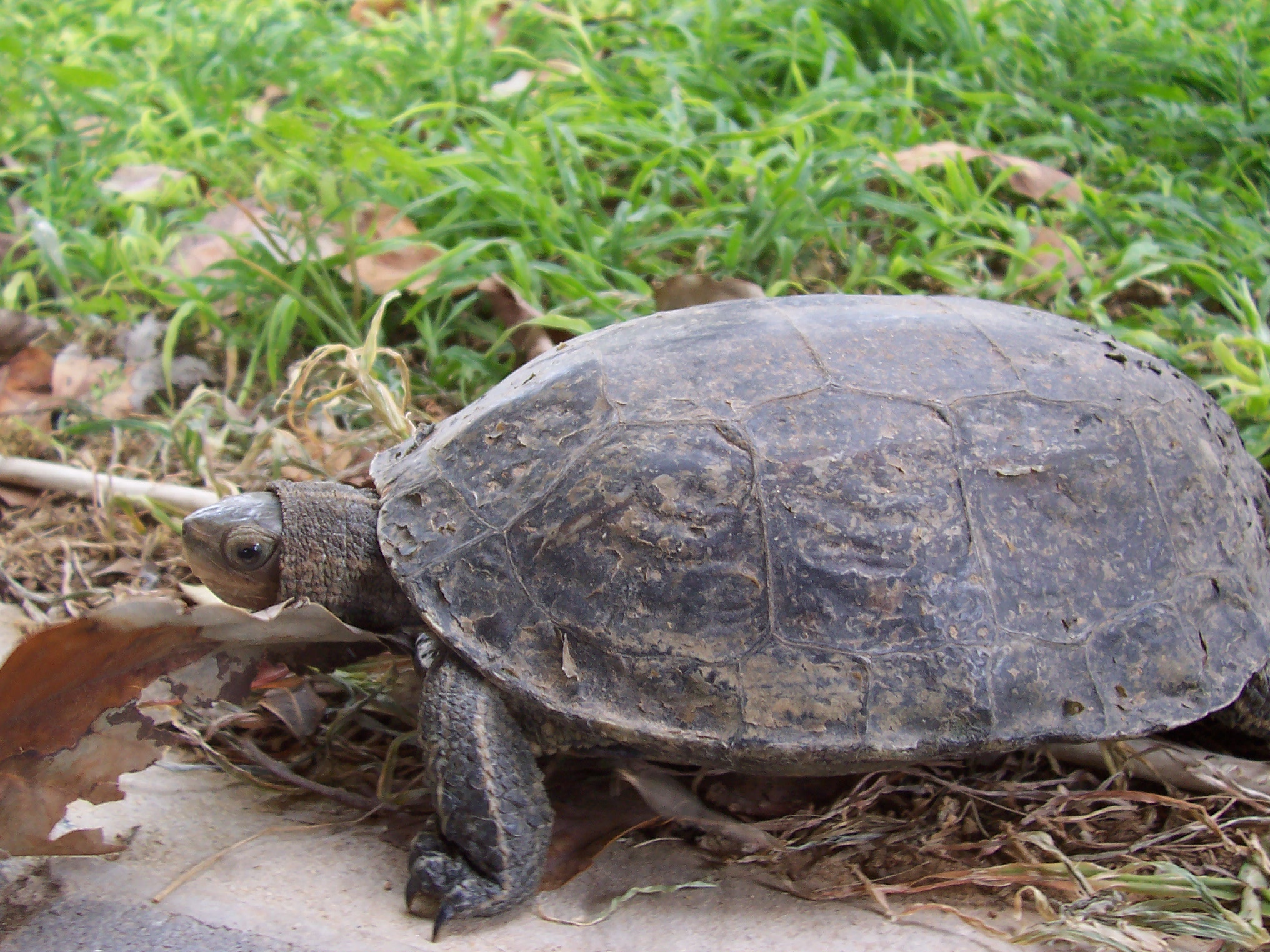
Mauremys rivulata
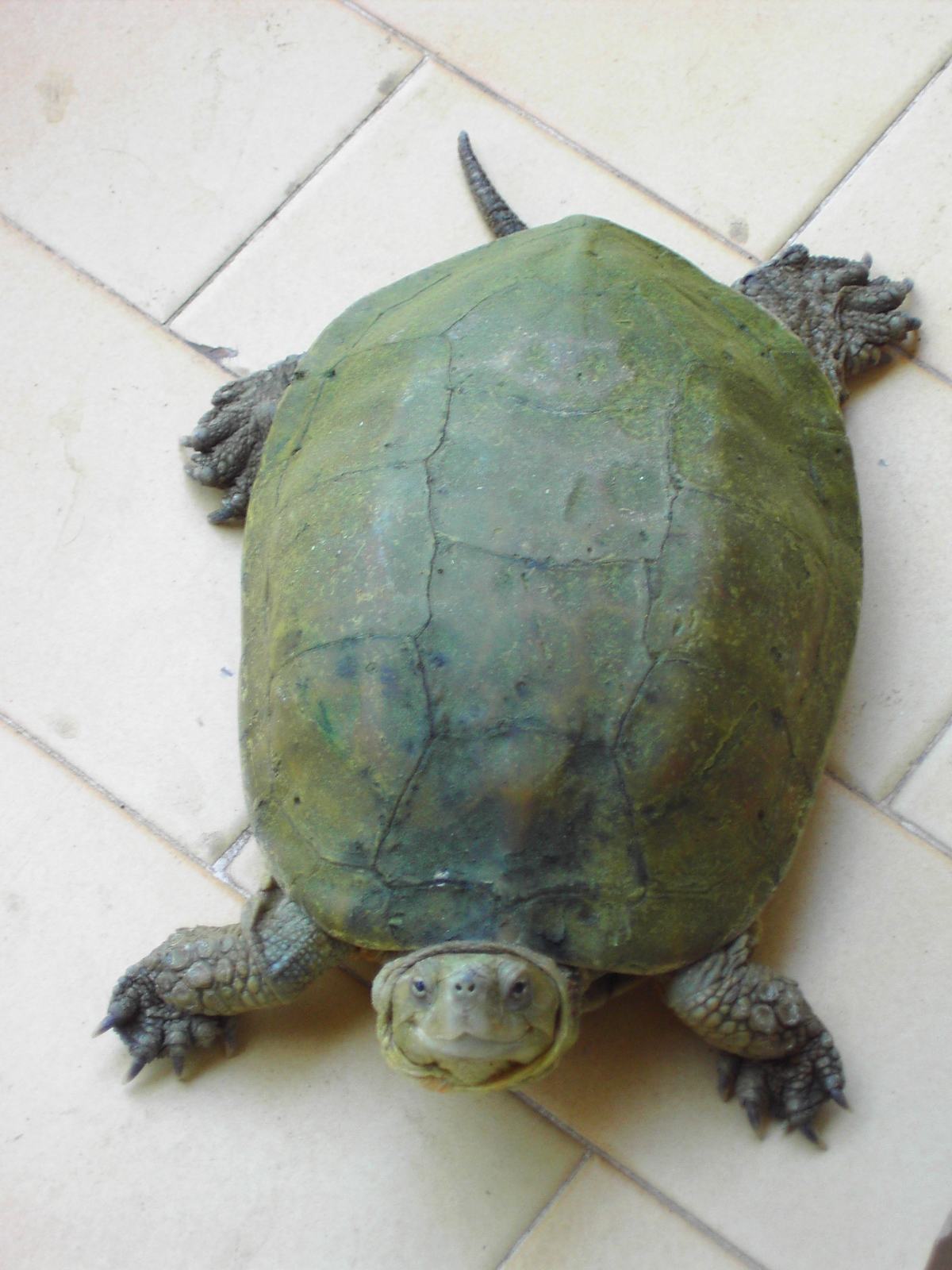
Мавританская черепаха (Mauremys leprosa)
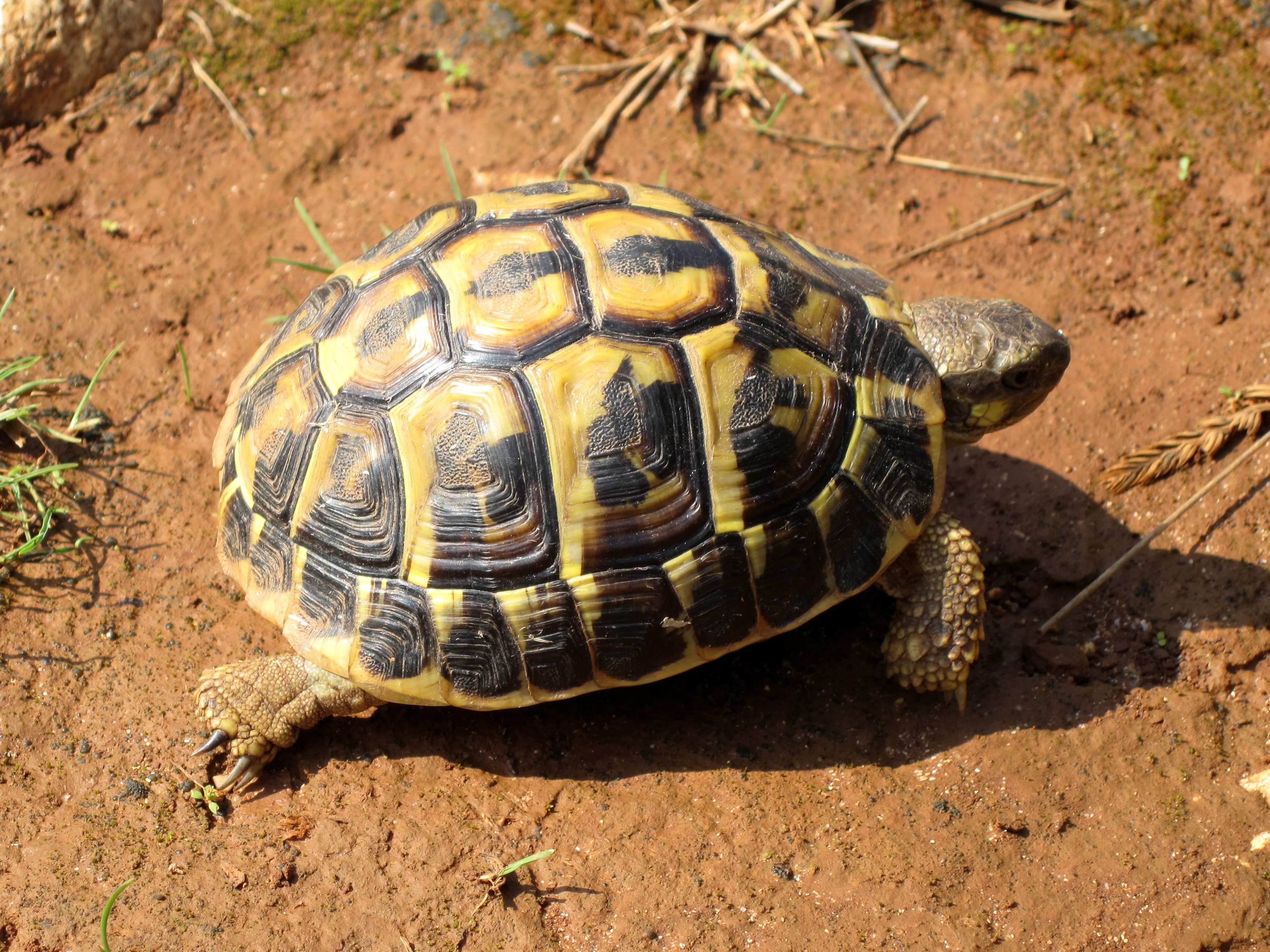
Балканская черепаха (Testudo hermanni)
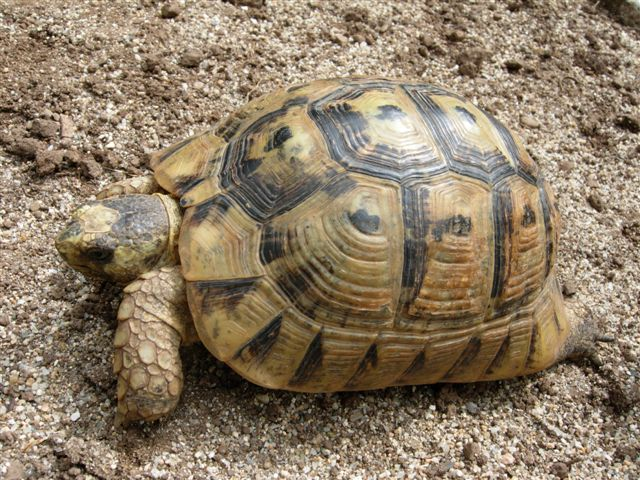
Средиземноморская черепаха (Testudo graeca)

## ОтрядЧешуйчатые(Squamata)

### ПодотрядЯщерицы(Lacertilia)

#### СемействоАгамовые(Agamidae)
- Кавказская агама — Laudakia caucasia
- Стеллион — Laudakia stellio
- Круглоголовка-вертихвостка — Phrynocephalus guttatus
- Такырная круглоголовка — Phrynocephalus helioscopus
- Ушастая круглоголовка — Phrynocephalus mystaceus
- Степная агама — Trapelus sanguinolentus

#### СемействоХамелеоны(Chamaeleontidae)
- Обыкновенный хамелеон — Chamaeleo chamaeleon

#### СемействоГекконовые(Gekkonidae)
- Пискливый геккончик — Alsophylax pipiens
- Каспийский геккон — Cyrtodactylus caspius
- Euleptes europaea
- Турецкий полупалый геккон — Hemidactylus turcicus
- Средиземноморский геккон — Mediodactylus kotschyi
- Серый геккон — Mediodactylus russowi
- Стенной геккон — Tarentola mauritanica
- Tarentola bischoffi

#### СемействоНастоящие ящерицы(Lacertidae)
- Гребнепалая ящерица — Acanthodactylus erythrurus
- Algyroides fitzingeri
- Algyroides marchi
- Algyroides moreoticus
- Algyroides nigropunctatus
- Archaeolacerta bedriagae
- Dalmatolacerta oxycephala
- Армянская ящерица — Darevskia armeniaca
- Кавказская ящерица — Darevskia caucasica
- Артвинская ящерица — Darevskia derjugini
- Луговая ящерица — Darevskia praticola
- Грузинская ящерица — Darevskia rudis
- Скальная ящерица — Darevskia saxicola
- Dinarolacerta mosorensis
- Разноцветная ящурка — Eremias arguta
- Быстрая ящурка — Eremias velox
- Hellenolacerta graeca
- Iberolacerta aurelioi
- Iberolacerta bonnali
- Iberolacerta horvathi
- Iberolacerta monticola
- Прыткая ящерица — Lacerta agilis
- Lacerta bilineata
- Lacerta schreiberi (Испания, Португалия)
- Полосатая ящерица — Lacerta strigata
- Трёхлинейчатая ящерица — Lacerta trilineata
- Зелёная ящерица — Lacerta viridis
- Стройная змееголовка — Ophisops elegans
- Podarcis bocagei
- Podarcis cretensis (Крит)
- Ящерица Эрхарда — Podarcis erhardii
- Мальтийская стенная ящерица — Podarcis filfolensis
- Испанская стенная ящерица — Podarcis hispanica
- Podarcis levendis
- Podarcis lilfordi
- Podarcis melisellensis
- Podarcis milensis
- Стенная ящерица — Podarcis muralis
- Podarcis peloponnesiaca
- Ивисская стенная ящерица — Podarcis pityusesnsis
- Podarcis raffoneae
- Сицилийская стенная ящерица — Podarcis siculus
- Крымская ящерица — Podarcis tauricus
- Podarcis tiliguerta
- Podarcis vaucheri
- Podarcis wagleriana
- Алжирский псаммодромус — Psammodromus algirus
- Psammodromus hispanicus
- Teira perspicillata
- Жемчужная ящерица — Timon lepidus
- Живородящая ящерица — Zootoca vivipara

#### СемействоСцинковые(Scincidae)
- Европейский гологлаз — Ablepharus kitaibelii
- Chalcides bedriagae
- Трёхпалый хальцид — Chalcides chalcides
- Глазчатый хальцид — Chalcides ocellatus
- Chalcides striatus
- Длинноногий сцинк — Eumeces schneiderii
- Крапчатая змееящерица — Ophiomorus punctatissimus

#### СемействоВеретеницевые(Anguidae)
- Anguis cephallonicus
- Ломкая веретеница — Anguis fragilis
- Желтопузик — Pseudopus apodus

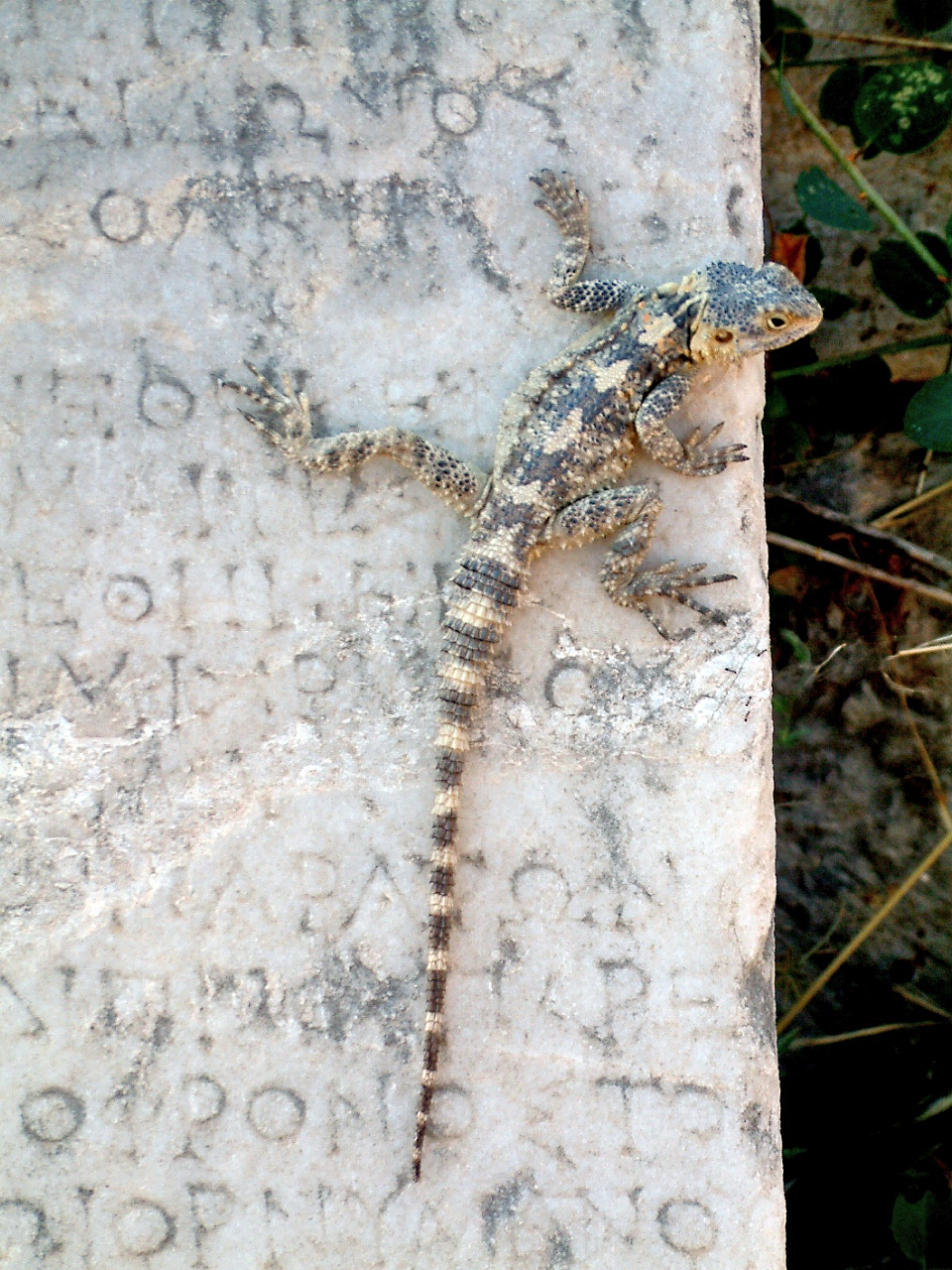
Стеллион (Laudakia stellio)
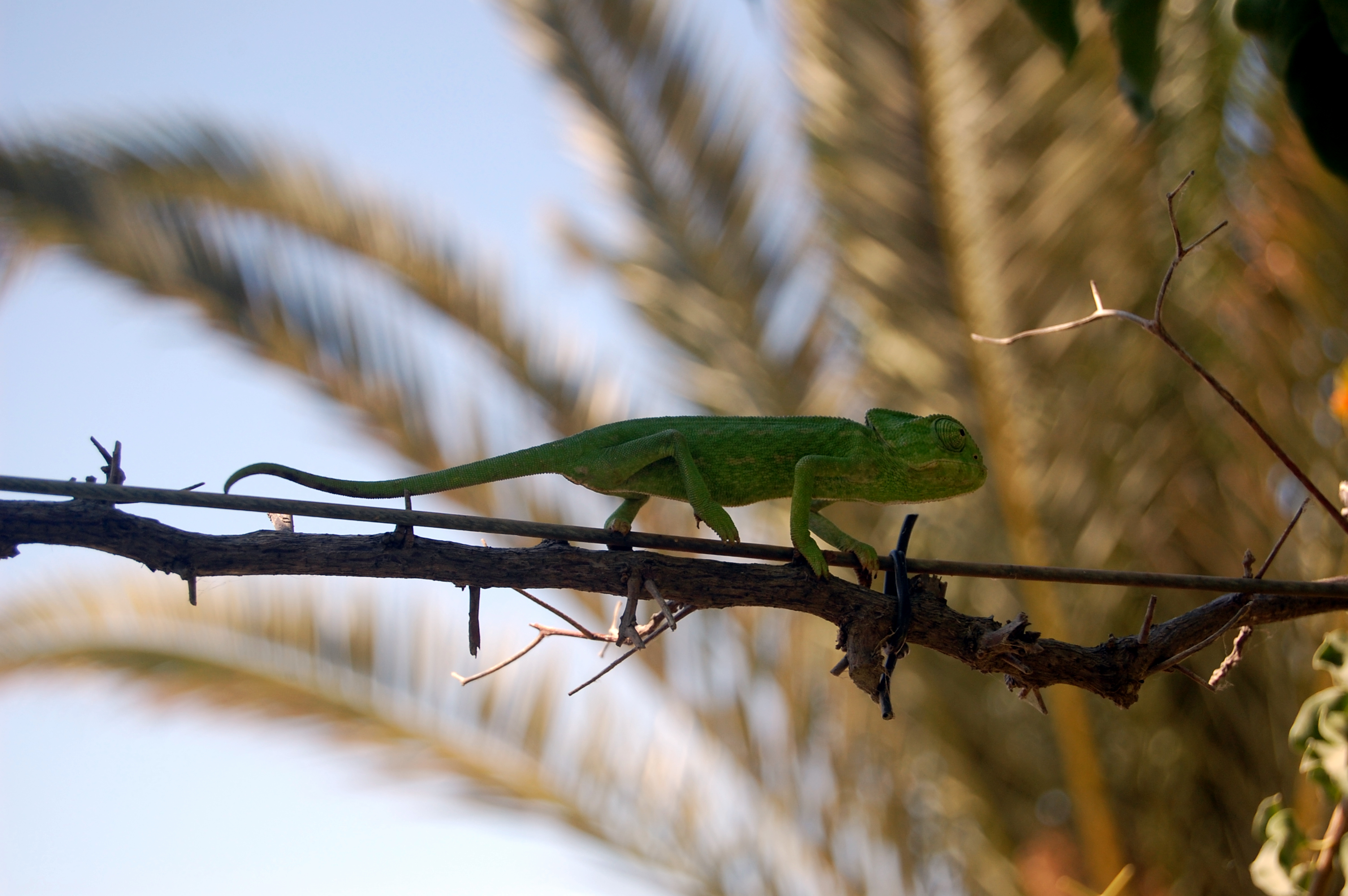
Обыкновенный хамелеон (Chamaeleo chamaeleon)
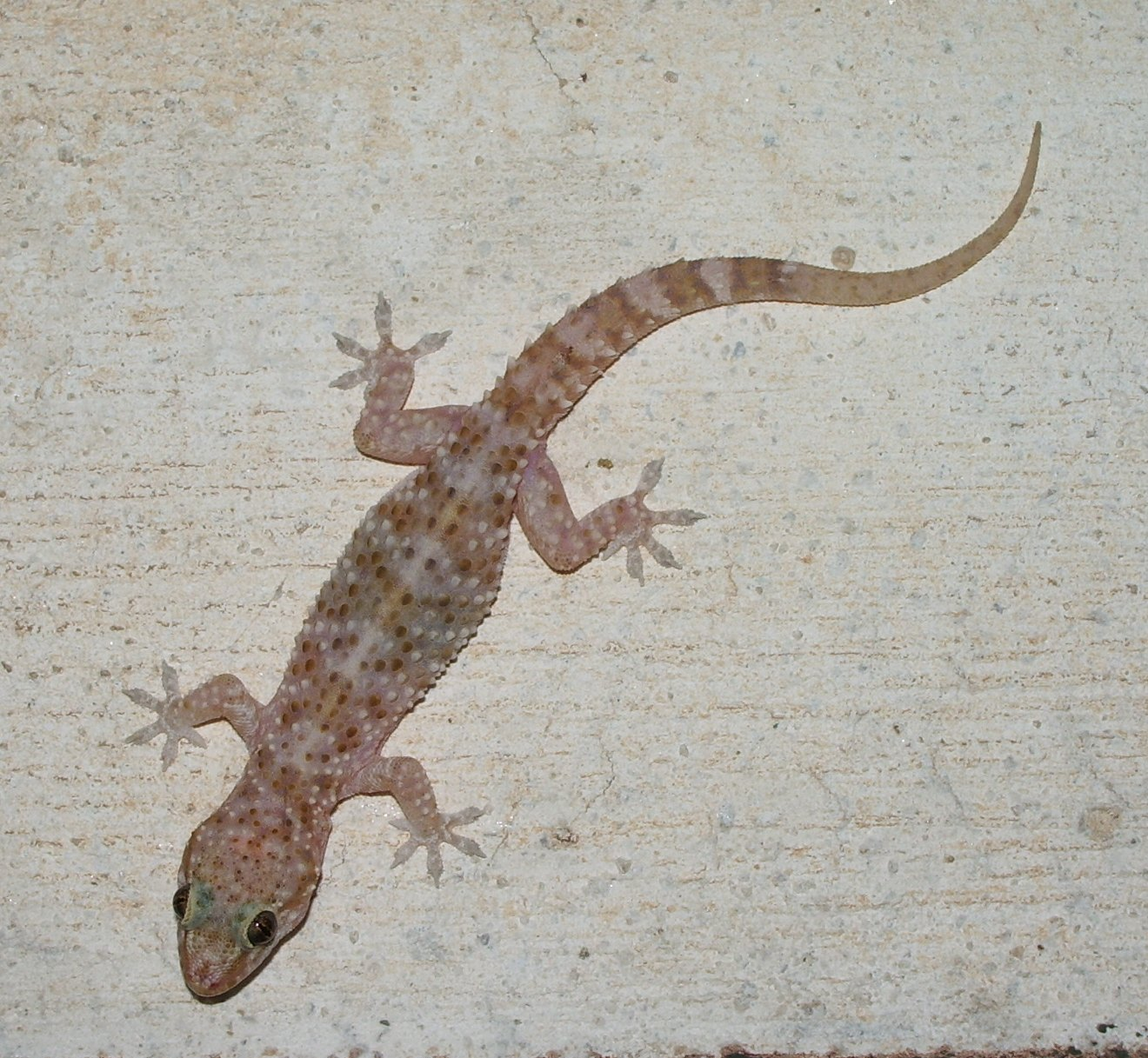
Турецкий полупалый геккон (Hemidactylus turcicus)
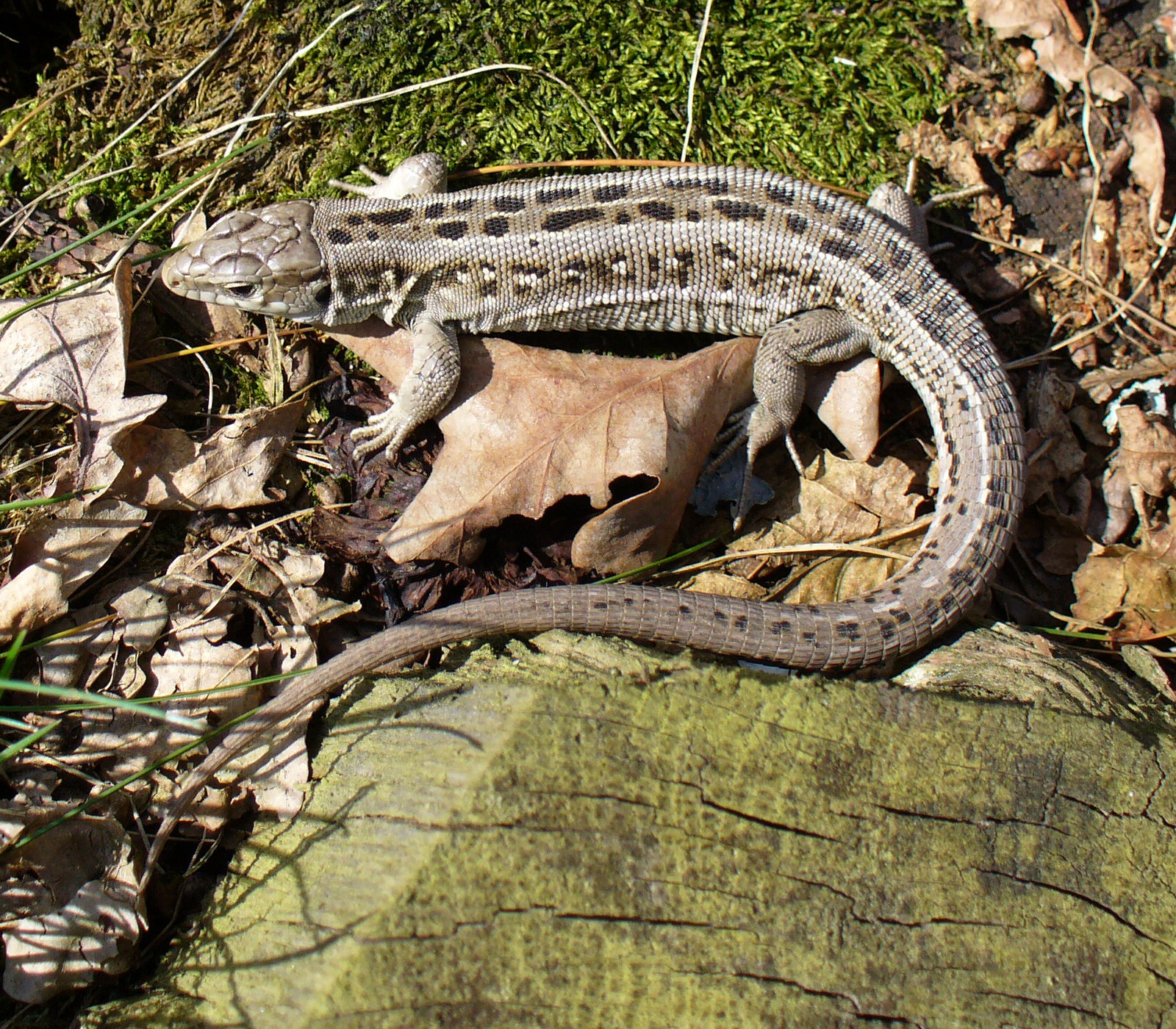
Прыткая ящерица (Lacerta agilis)
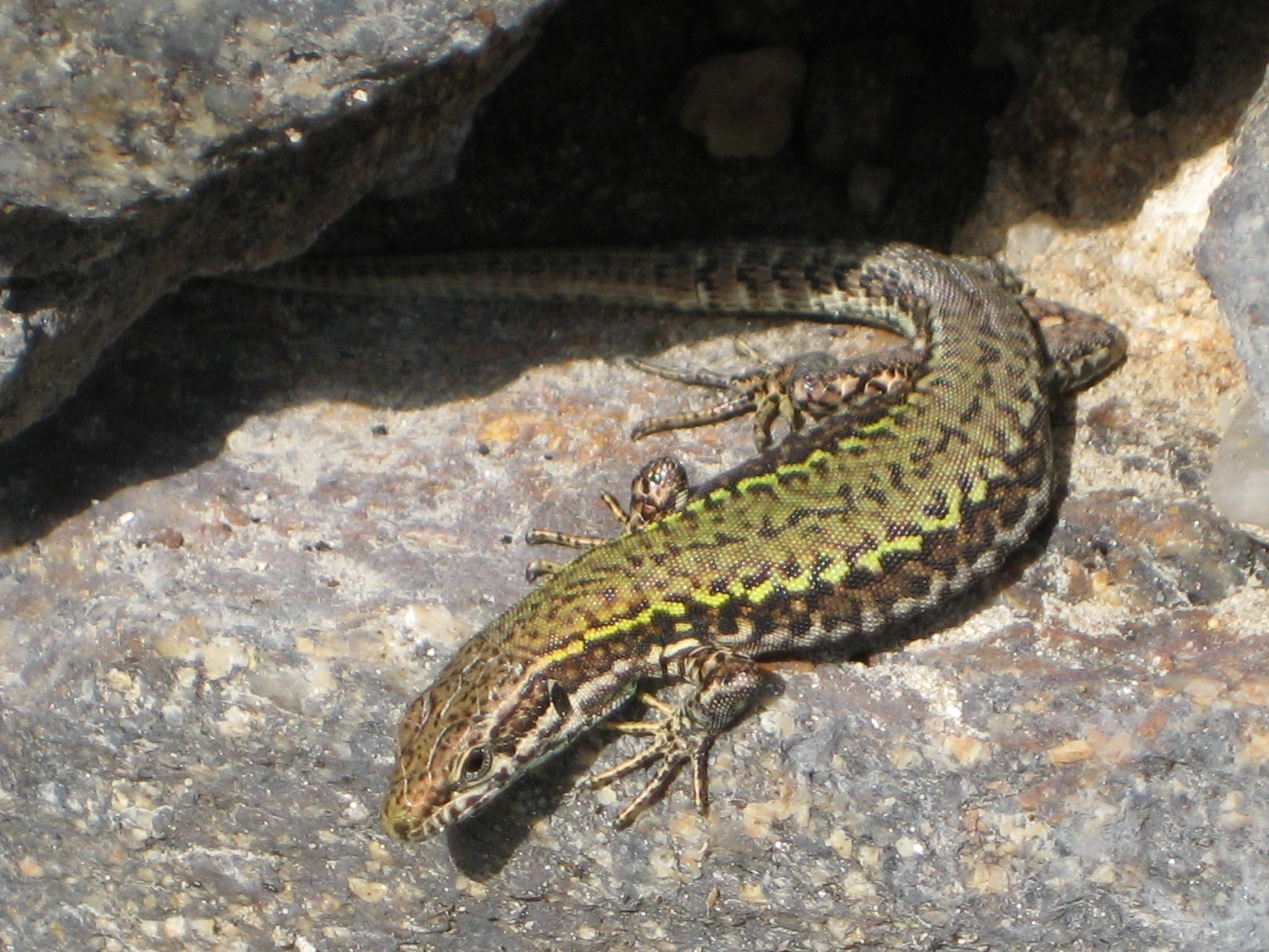
Стенная ящерица (Podarcis muralis)
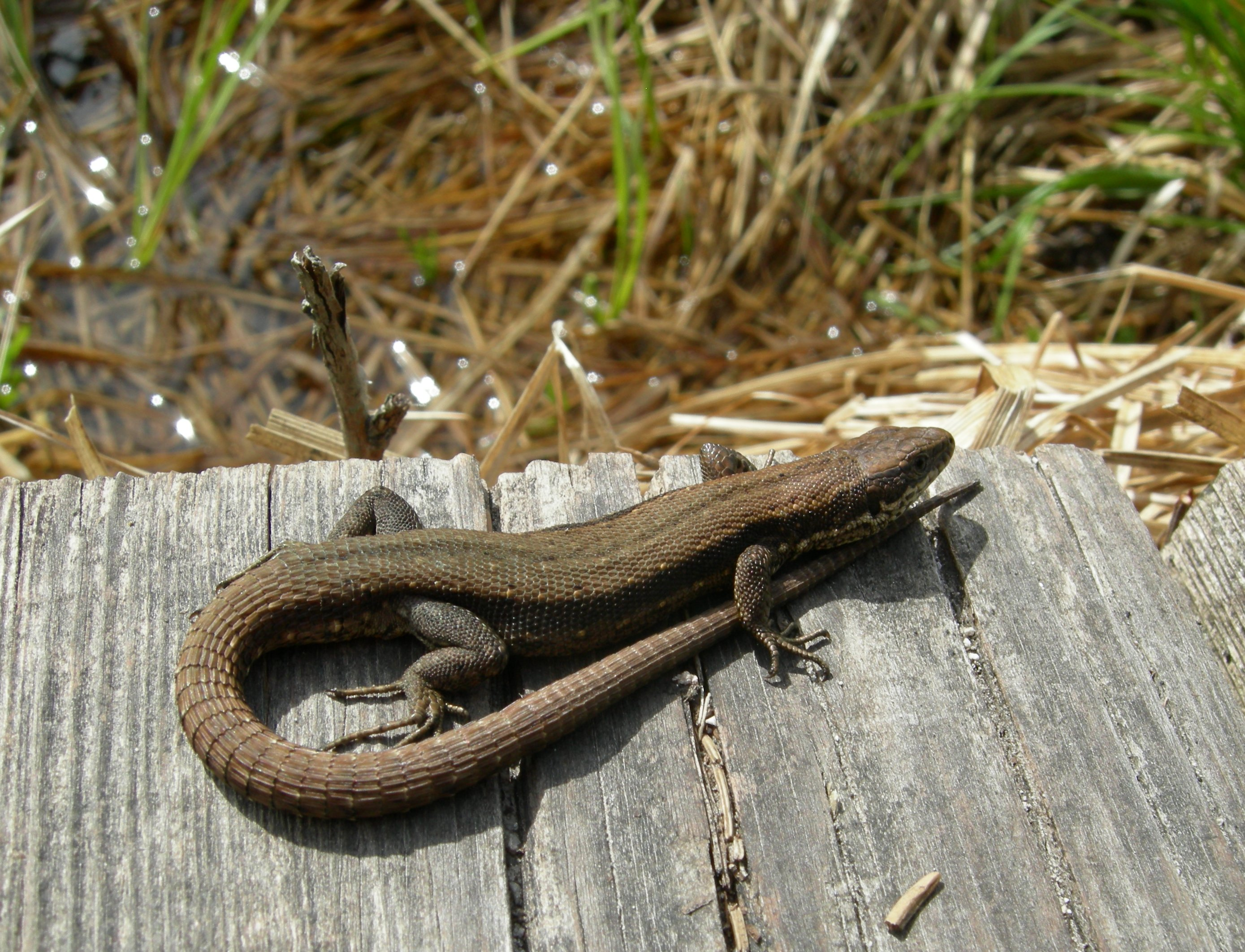
Живородящая ящерица (Zootoca vivipara)
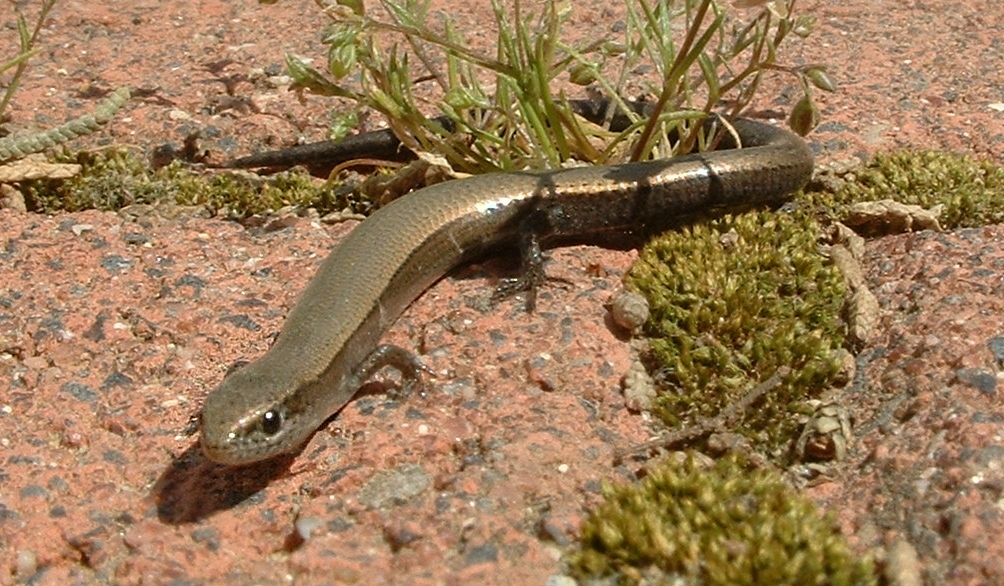
Европейский гологлаз (Ablepharus kitaibelii)
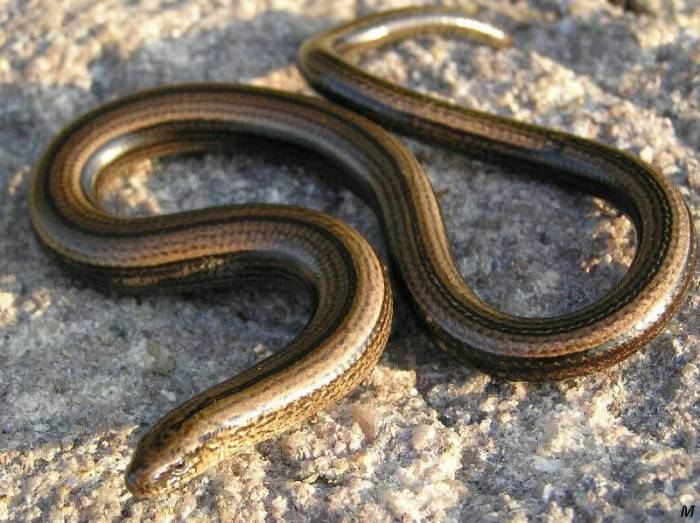
Ломкая веретеница (Anguis fragilis)

### ПодотрядАмфисбены(Amphisbaenia)

#### СемействоНастоящие амфисбены(Amphisbaenidae)
- Бурая двуходка — Blanus cinereus

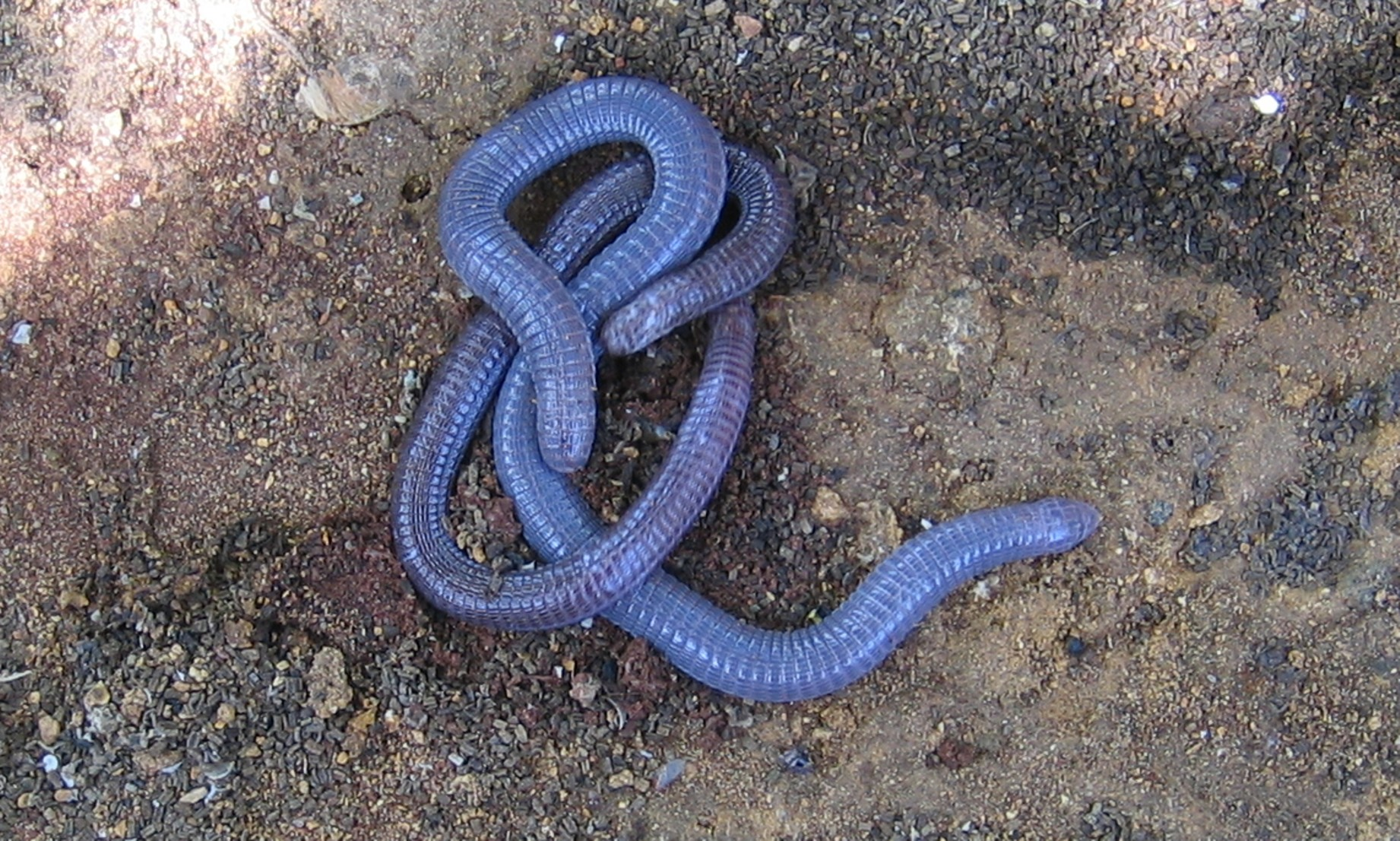
Бурая двуходка (Blanus cinereus)

### ПодотрядЗмеи(Serpentes)

#### СемействоСлепозмейки(Typhlopidae)
- Червеобразная слепозмейка — Typhlops vermicularis (юго-восточная Европа)

#### СемействоЛожноногие(Boidae)
- Западный удавчик — Eryx jaculus (юго-восточная Европа)
- Песчаный удавчик — Eryx miliaris

#### СемействоУжеобразные(Colubridae)
- Dolichophis jugularis (юго-восточная Европа)
- Обыкновенная медянка — Coronella austriaca
- Жирондская медянка — Coronella girondica (Испания, Португалия, южная Франция, Италия)
- Ошейниковый эйренис — Eirenis collaris
- Смирный эйренис — Eirenis modestus
- Узорчатый полоз — Elaphe dione
- Закавказский полоз — Elaphe hohenackeri
- Четырёхполосый полоз — Elaphe quatuorlineata (юго-восточная Европа)
- Палласов полоз — Elaphe sauromates
- Hemorrhois algirus
- Подковчатый полоз — Hemorrhois hippocrepis
- Свинцовый полоз — Hemorrhois nummifer (европейская часть Турции)
- Разноцветный полоз — Hemorrhois ravergieri
- Жёлтобрюхий полоз — Hierophis caspius
- Балканский полоз — Hierophis gemonensis (юго-восточная Европа)
- Краснобрюхий полоз — Hierophis schmidti
- Жёлто-зелёный полоз — Hierophis viridiflavus (юго-западная Европа, Италия, Швейцария и Словения)
- Macroprotodon cucullatus (Пиренейский полуостров)
- Ящеричная змея — Malpolon monspessulanus (южная Россия)
- Гадюковый уж — Natrix maura
- Обыкновенный уж — Natrix natrix
- Водяной уж — Natrix tessellata
- Оливковый полоз — Platyceps najadum (юго-восточная Европа)
- Лестничный полоз — Rhinechis scalaris
- Кавказская кошачья змея — Telescopus fallax (юго-восточная Европа)
- Линейчатый полоз — Zamenis lineatus (Италия)
- Эскулапов полоз — Zamenis longissimus
- Леопардовый полоз — Zamenis situla (южная Европа)

#### СемействоГадюковые(Viperidae)
- Обыкновенный щитомордник — Gloydius halys
- Гюрза — Macrovipera lebetina (Кипр, южная Россия)
- Macrovipera schweizeri (острова архипелага Киклады в Эгейском море — Милос, Кимолос, Полиагос, Сифнос (Греция)
- Носатая гадюка — Vipera ammodytes (юго-восточная Европа, Венгрия и Австрия)
- Асписовая гадюка — Vipera aspis (юго-западная Европа, Италия и Швейцария)
- Обыкновенная гадюка — Vipera berus
- Гадюка Динника — Vipera dinniki
- Кавказская гадюка — Vipera kaznakovi (Грузия, Россия, Турция)
- Курносая гадюка — Vipera latastei (Пиренейский полуостров)
- Гадюка Никольского — Vipera nikolskii (Украина)
- Восточная степная гадюка — Vipera renardi (Россия и Закавказье)
- Vipera seoanei (Пиренейский полуостров)
- Степная гадюка — Vipera ursinii (юго-восточная Франция, центральная Италия, западные Балканы, северная Греция, Венгрия, Румыния)
- Малоазиатская гадюка — Vipera xanthina (Греция)

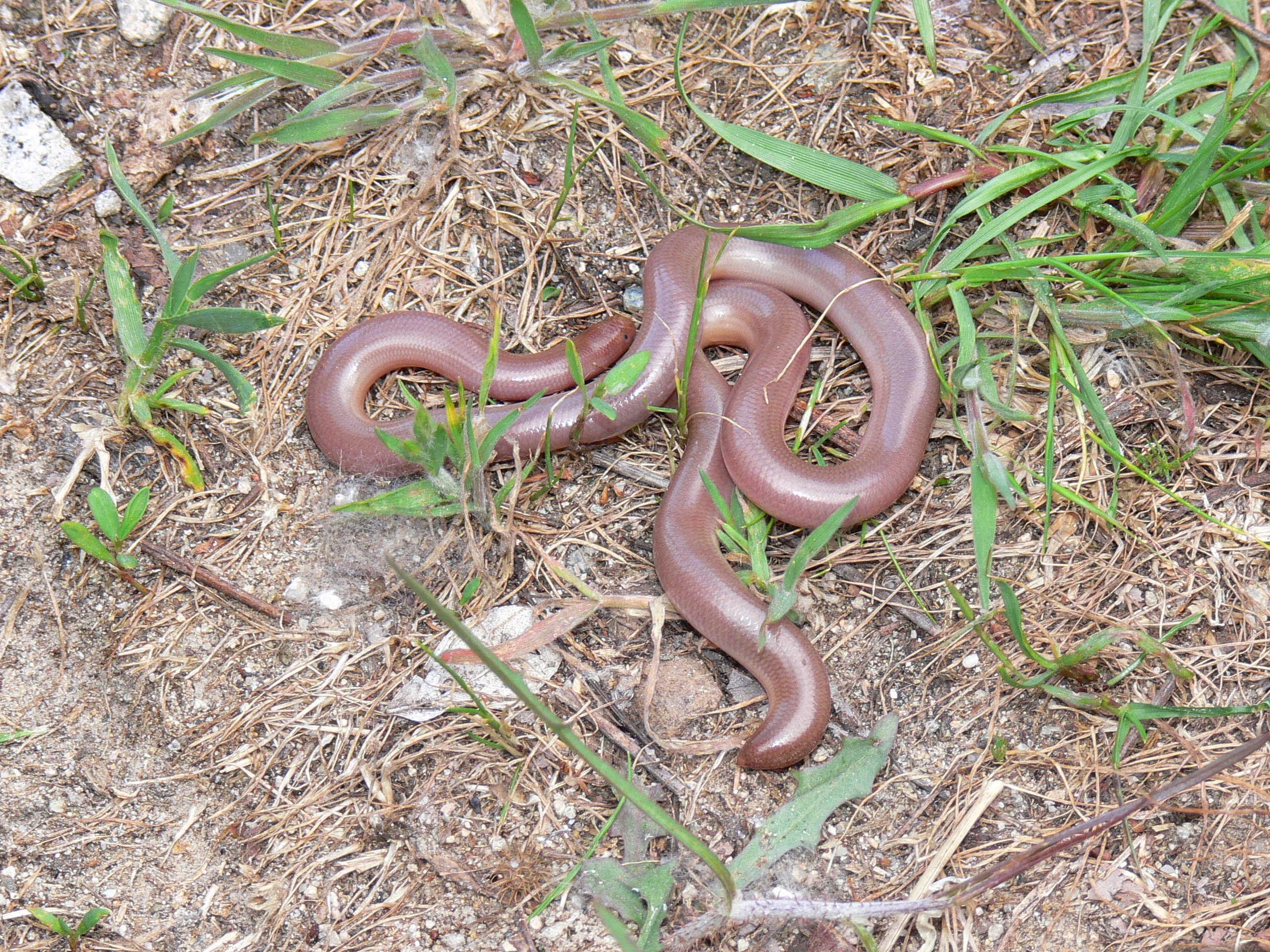
Червеобразная слепозмейка (Typhlops vermicularis)
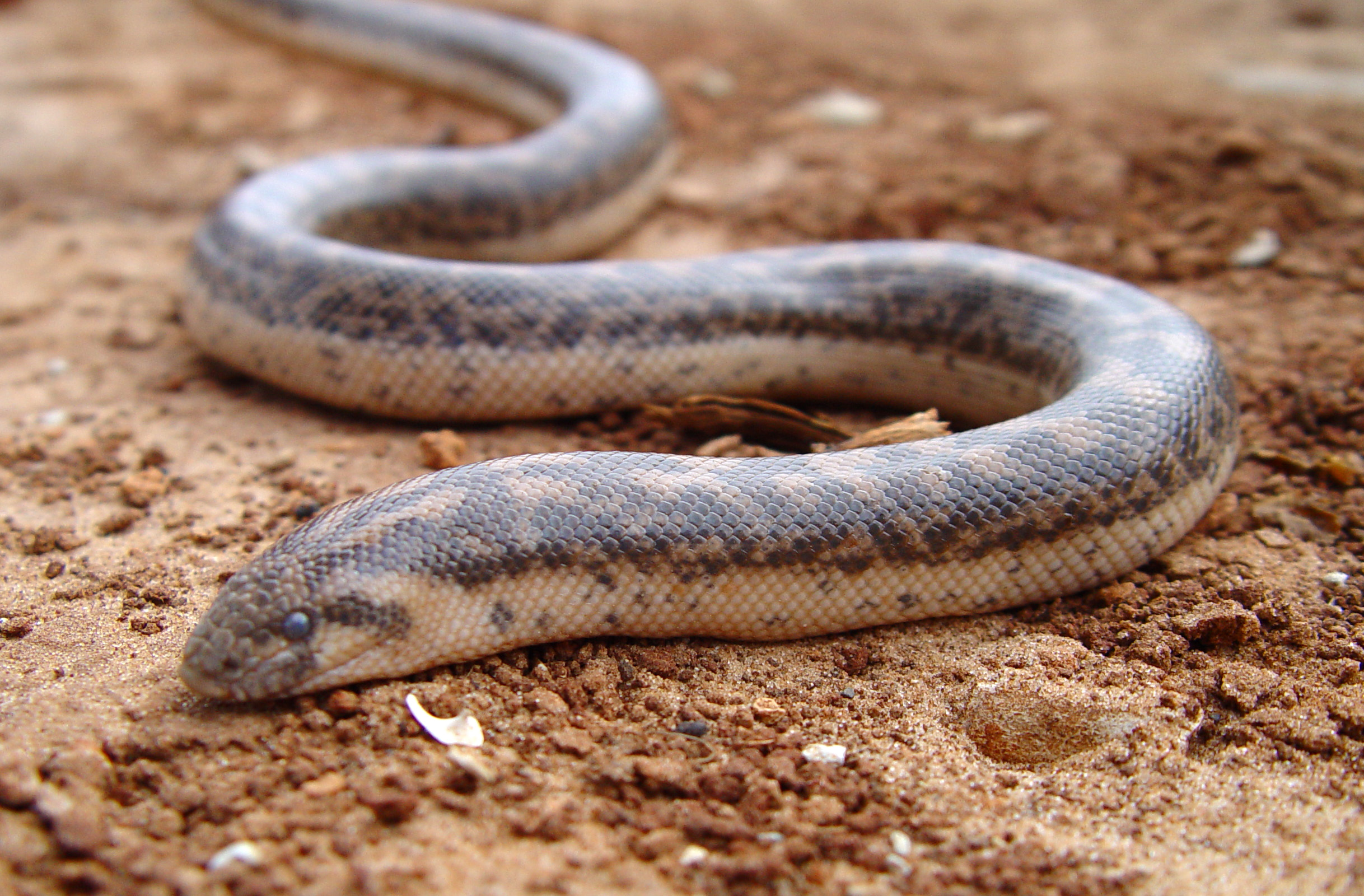
Западный удавчик (Eryx jaculus)
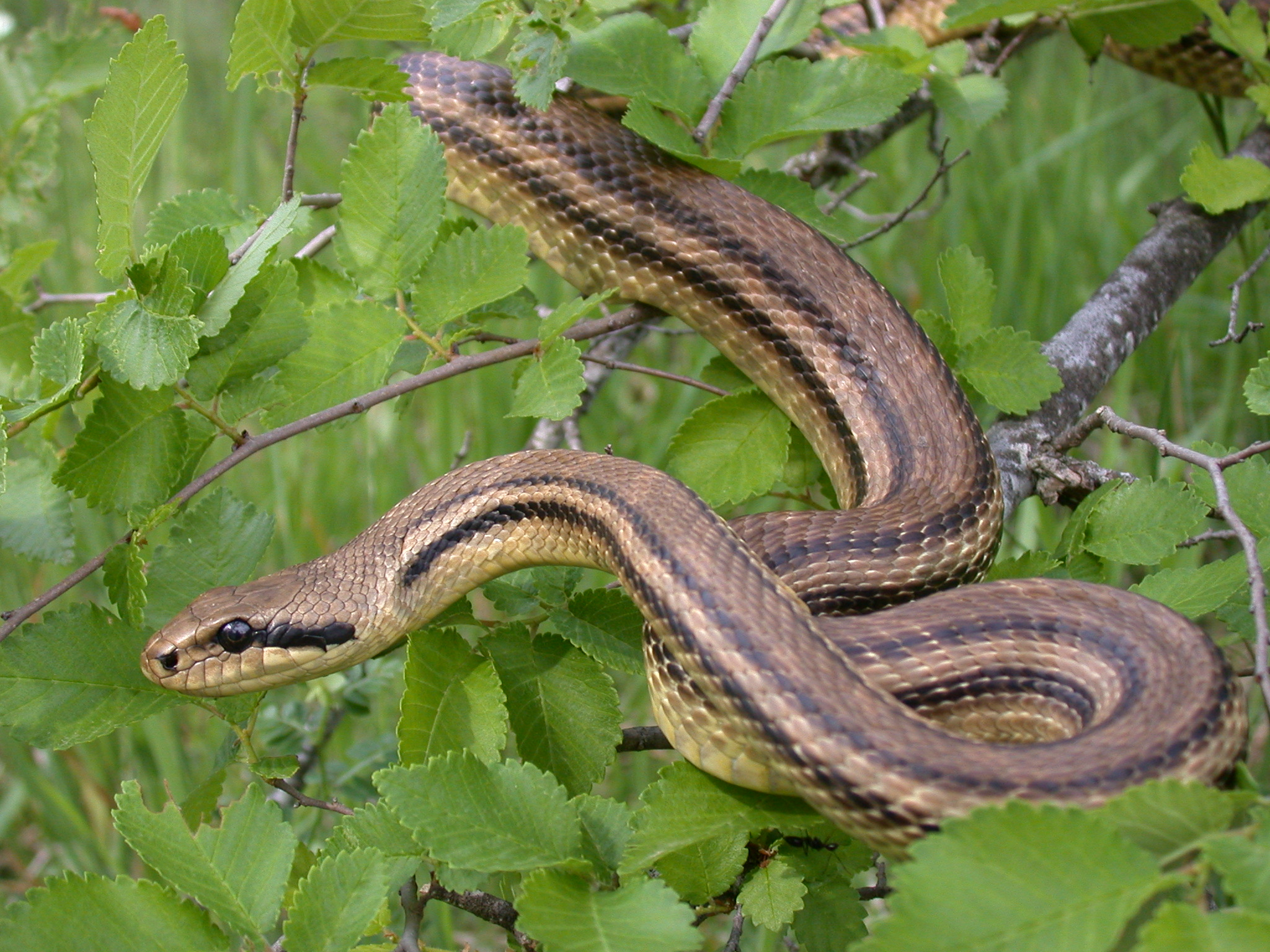
Четырёхполосый полоз (Elaphe quatuorlineata)
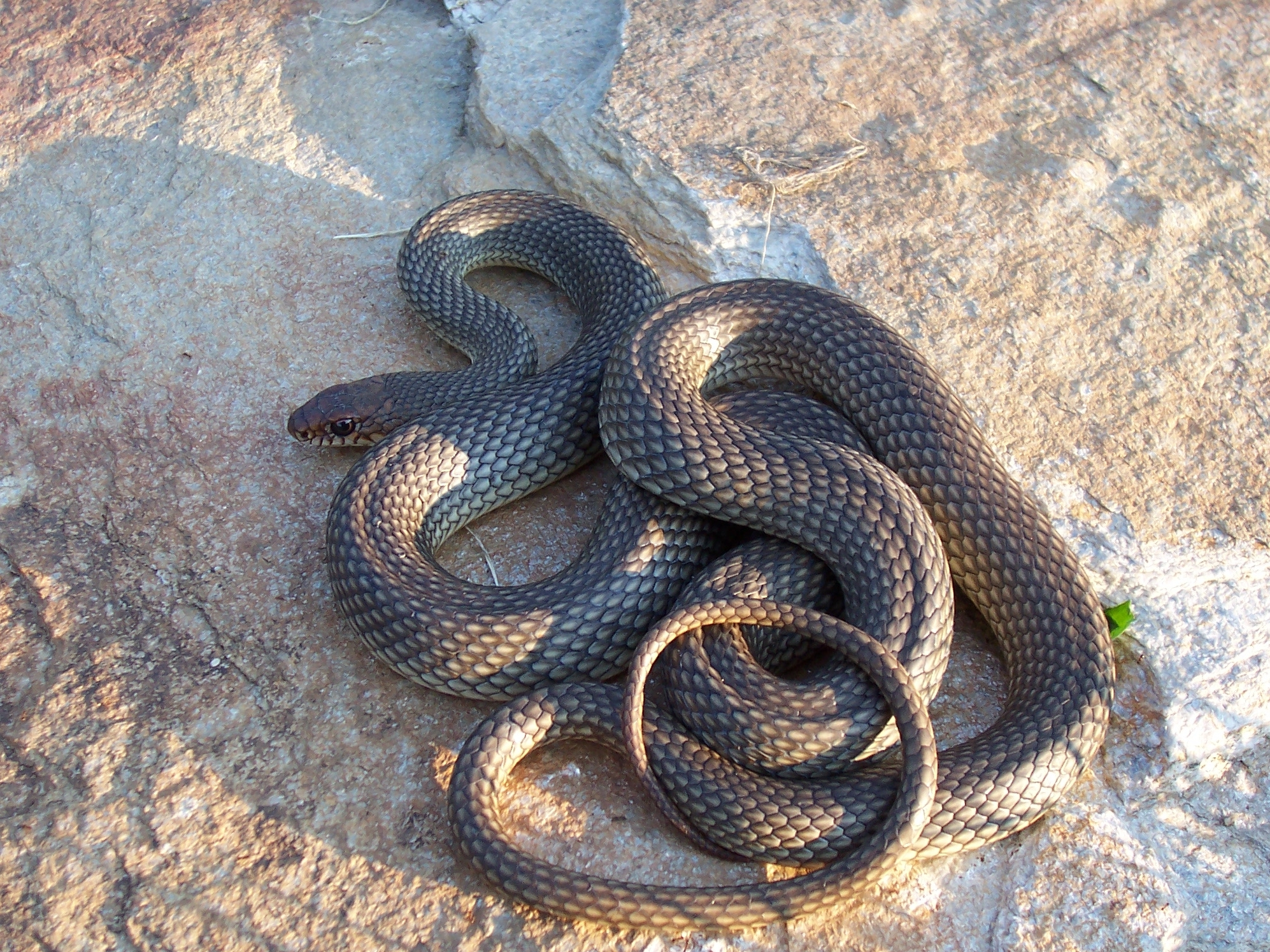
Желтобрюхий полоз (Hierophis caspius)
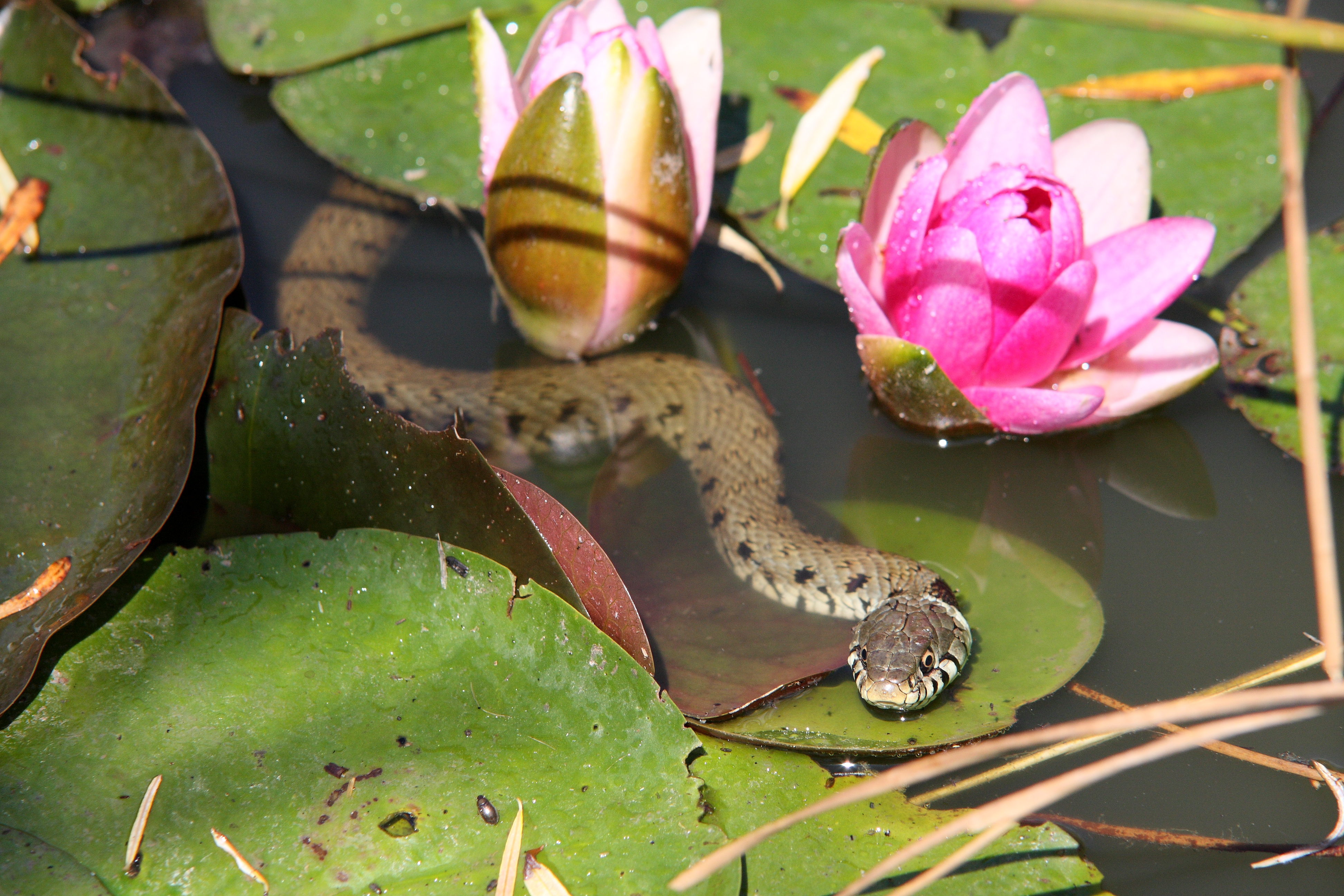
Обыкновенный уж (Natrix natrix)
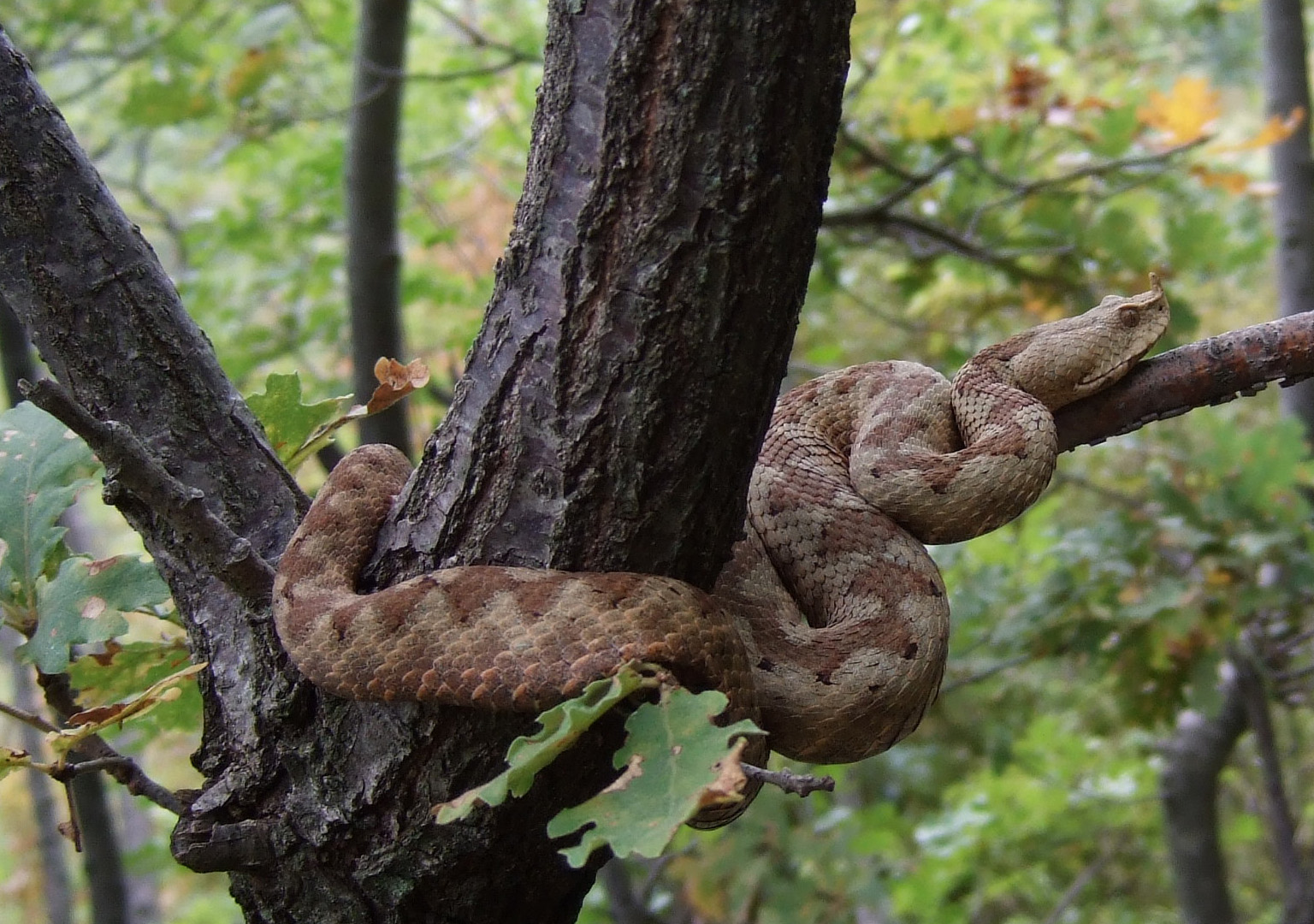
Носатая гадюка (Vipera ammodytes)
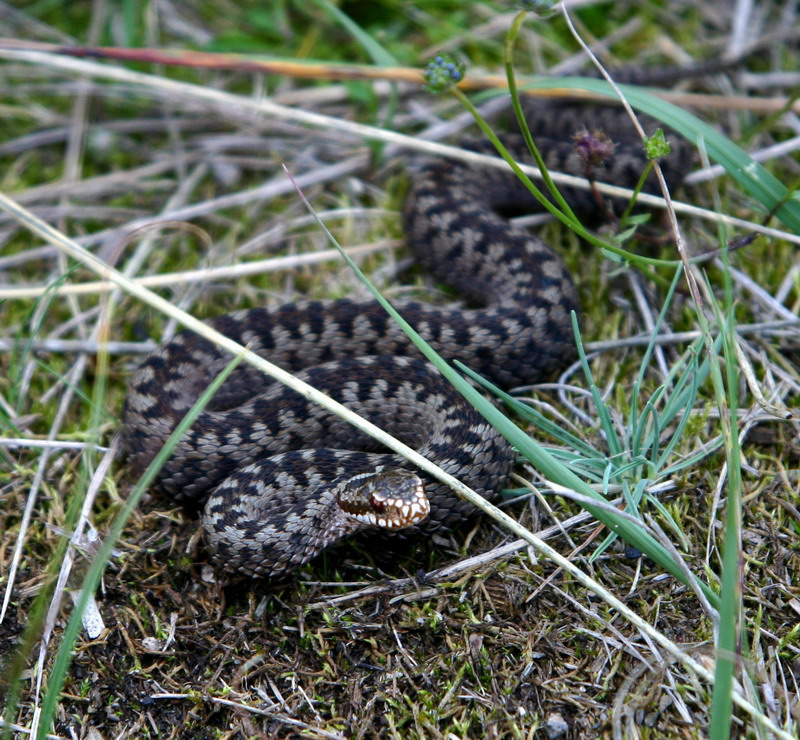
Обыкновенная гадюка (Vipera berus)
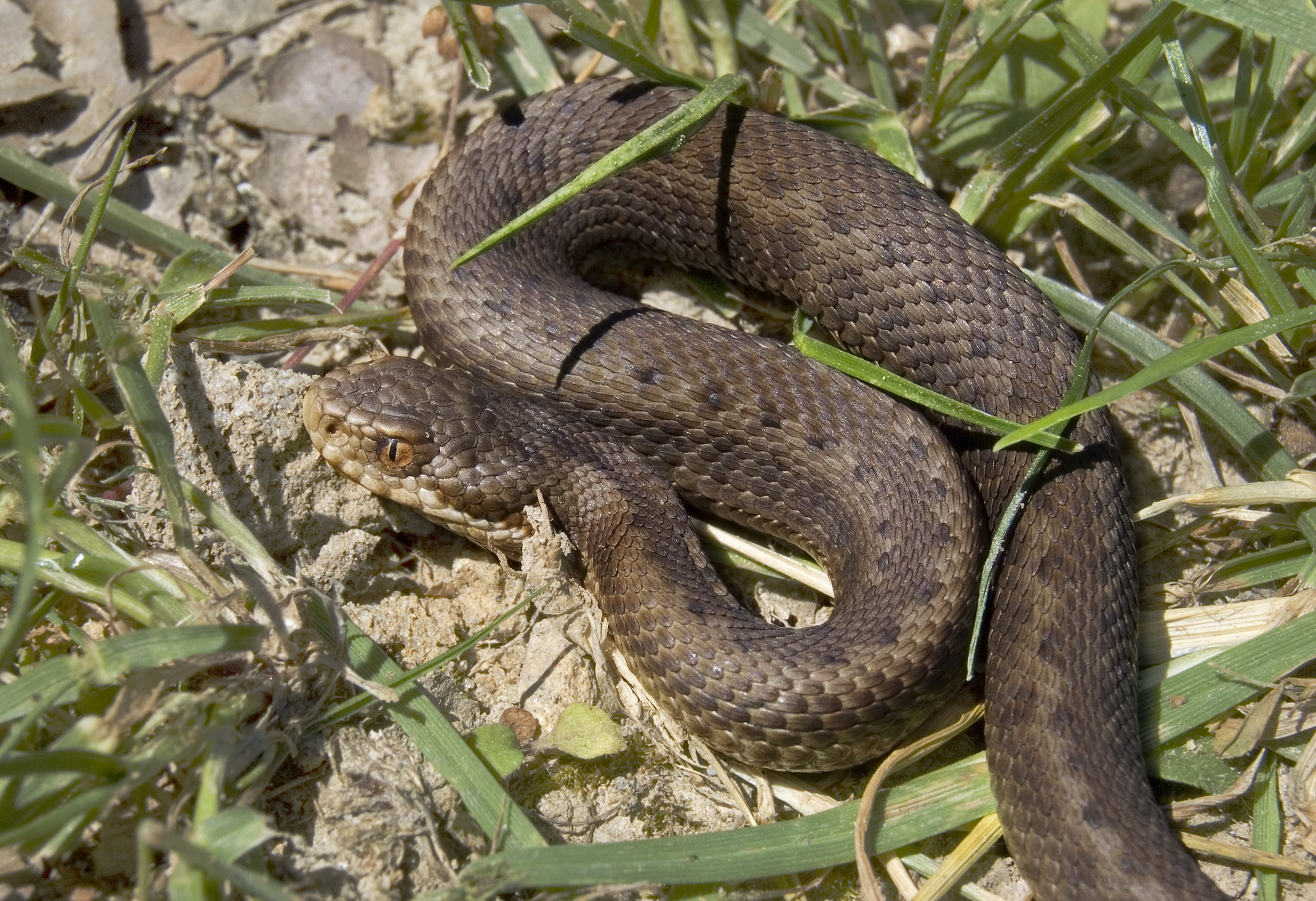
Vipera seoanei